# Studnia subartezyjska
Studnia subartezyjska – studnia, powstająca przez wywiercenie otworu do wód artezyjskich. Są to głęboko położone warstwy wodonośne. Woda z takiego odwiertu wypływa poprzez napędzane wiatrakami pompy studni, bez tego poziom wody podniósłby się, lecz woda nie wypłynie samoczynnie.